# Amy Frazier
Amy Frazier (St Louis, 19 de setembro de 1972) é uma ex-tenista profissional estadunidense.